# Pellionia leiocarpa
Pellionia leiocarpa är en nässelväxtart som beskrevs av Wen Tsai Wang. Pellionia leiocarpa ingår i släktet Pellionia och familjen nässelväxter. Inga underarter finns listade i Catalogue of Life.